# Associação de Clubes Europeus
A Associação de Clubes Europeus (ECA) é um órgão independente que representa os clubes de futebol a nível europeu. A ECA existe para proteger e promover os clubes europeus de futebol. O seu objectivo é a criação de um modelo de gestão novo, mais democrático, que reflita verdadeiramente o papel principal dos clubes no futebol. Para além do seu objetivo, a ECA atua para fortalecer cada um dos clubes em benefício de todos e garantir que os clubes sejam reconhecidos pelos responsáveis das decisões como os principais interessados no jogo.

## História
Criada em substituição do Grupo G-14, que foi dissolvido em Janeiro de 2008, e do Fórum Europeu de Clubes da UEFA presidido pelo Karl-Heinz Rummenigge, a Associação de Clubes Europeus foi oficialmente lançada através da assinatura do Memorando de Entendimento entre a UEFA e a ECA a 21 de Janeiro de 2008. Durante a primeira Assembleia-Geral da ECA, que teve lugar nos dias 7 e 8 de Julho de 2008 na sede da UEFA, em Nyon, na Suíça, Karl-Heinz Rummenigge foi oficialmente nomeado Presidente da ECA.
A Associação de Clubes Europeus adotou uma estrutura de organização e um processo de seleção semelhante àquele no qual apoiava-se o Fórum de Clubes Europeus, que era composto por 102 membros eleitos cada dois anos. 

## Estrutura
Após a criação da Associação de Clubes Europeus em Junho de 2008 foi acordado que a ECA e os seus 16 membros fundadores seriam representados por um Conselho de Transição da ECA até à próxima Assembleia Geral no final da época, durante a qual será eleito o novo Conselho Executivo. Foi decidido que além dos quatro representantes apontados pelo Conselho Executivo para o Conselho de Estratégia do Futebol Profissional Europeu da UEFA, o Conselho da ECA irá abranger onze membros. A Associação de Clubes Europeus iria fornecer também metade dos membros do Comité de Competições de Clubes da UEFA.
No início do mandato 2013-15, a Associação de Clubes Europeus representa 214 clubes, dos quais 105 constituem Membros Ordinários e 109 Membros Associados, dos quais pelo menos um clube pertence a uma das 53 federações da UEFA. O número preciso dos clubes Membros Ordinários das respectivas federações é definido cada dois anos no final da época UEFA com base no ranking das federações que fazem parte da UEFA de acordo com a seguinte regra:
| Posto da Federação Nacional no Ranking UEFA | Número de clubes Membros Ordinários da ECA |
| 1 a 3                                       | 5                                          |
| 4 a 6                                       | 4                                          |
| 7 a 15                                      | 3                                          |
| 16 a 28                                     | 2                                          |
| 29 a 53                                     | 1                                          |

No final da Assembleia Geral em Setembro de 2013, o poder do Conselho Executivo da ECA é constituído da seguinte forma: Karl-Heinz Rummenigge (Presidente; Bayern de Munique), Umberto Gandini (I Vice-presidente; Milan), Sandro Rosell (II Vice-presidente; FC Barcelona), Evgeni Giner (III Vice-presidente, CSKA Moscovo), Ivan Gazidis (Arsenal), Pedro López Jímenez (Real Madrid), Andrea Agnelli (Juventus), Jean-Michel Aulas (Olympique Lyon), Diogo Brandão (FC Porto), Theodoros Giannikos (Olympiacos Pireus), Edwin van der Sar (Ajax Amsterdão), Michael Verschueren (RSC Anderlecht), Jakub Otava (Sparta Praga), Zoran Mamic (Dínamo de Zagreb) e Ausrys Labinas (Ekranas).
A Associação de Clubes Europeus é composta por numerosas entidades, incluindo grupos de trabalho, painéis de peritos e comités. Apresentam-se da seguinte forma:
Grupos de trabalho
Desde da criação da ECA, os Grupos de Trabalho têm sido  a pedra angular da estrutura de organização da Associação. Asseguram de forma ativa o seu suporte e conselho ao Conselho Executivo da ECA e aos representantes da Associação que têm assente nos Comités e nos Grupos de Trabalho da UEFA, da FIFA e da União Europeia. O seu contributo é essencial e estratégico para a organização. Além disso, lideram as reuniões dos membros e são responsáveis pela comunicação no âmbito da Associação quando são discutidas questões, desafios ou oportunidades importantes. 
Os cinco Grupos de Trabalho da ECA são:
- Grupo de Trabalho sobre as Competições;
- Grupo de Trabalho sobre Finanças;
- Grupo de Trabalho sobre as Relações Institucionais;
- Grupo de Trabalho sobre Marketing e Comunicação;
- Grupo de Trabalho sobre a Juventude.

Comités e Painéis de Especialistas
Os Comités e Painéis de Especialistas servem como uma oportunidade para especialistas de determinadas matérias, em relação à administração geral de um clube de futebol, discutirem e, tal como os Grupos de Trabalho, reportam diretamente ao Conselho Executivo da ECA com recomendações. 
Os dois Comités da ECA são:
- Comité de Futebol Feminino;
- Comité de Diálogo Social da UE.

Além destes Comités, a ECA possui três painéis de especialistas:
- Painel de Assessoria Jurídica;
- Painel de Fair Play Financeiro;
- Painel de Assuntos Estatutários.

## Realizações
De acordo com o Memorando de Entendimento assinado pela UEFA em 2008, a Associação de Clubes Europeus foi reconhecida como uma organização independente, que representa os interesses dos clubes a nível Europeu. No Âmbito do Entendimento, a UEFA consentiu em transferir cada quatro anos um montante da receita obtida durante o Campeonato Europeu a favor das federações e clubes que contribuíram para o sucesso do evento. O montante destinado a ser transferido pelo Euro 2008 são 43,5 milhões de euros (62,8 milhões de dólares), com pagamentos de 4 000 euros feitos com base numa regra “por cada dia por jogador”.  Também está a ser planeado o estabelecimento de uma série de obrigações da UEFA e da FIFA a favor dos clubes, incluindo contribuições financeiras pela participação dos jogadores no Campeonato Europeu e Campeonato Mundial, sob condição de serem aprovadas pelos seus respectivos órgãos. 
No dia 22 de Março de 2012 a ECA e a UEFA assinaram o Memorando de Entendimento renovado para os anos 2012-2018 durante o XXXVI Congresso Ordinário da UEFA. O Memorando foi assinado pelo Presidente da ECA Karl-Heinz Rummenigge e pelo Presidente da UEFA Michel Platini. O seu objectivo é desenhar um trajecto para uma relação frutífera entre os clubes europeus e o órgão de gestão do futebol na Europa, o que levará a um melhor balanço entre o futebol nacional e o futebol de clubes. O novo acordo substitui o antigo do ano 2008 e tem eficácia até ao dia 30 de Maio de 2018. Os quatro tópicos principais do novo acordo são os seguintes:
Calendário Internacional de Jogos
O Calendário Internacional de Jogos, o tema principal de negociações, prevê a disponibilização obrigatória dos representantes dos países pelos clubes nos prazos indicados. O Calendário Internacional de Jogos para os anos 2014-18 foi baseado numa proposta concreta apresentada pela ECA e surgiu graças aos esforços do grupo de trabalho especial composto pelos representantes da ECA, EPFL, FIFPro e da UEFA. As recomendações elaboradas pelo grupo de trabalho, aprovadas pela FIFA, oferecem um sistema mais balanceado de 9 jogos duplos num prazo de 2 anos sem disputar jogos particulares singulares. Este sistema é mais favorável tanto para os clubes, como para as selecções nacionais.
Seguro dos Salários dos Jogadores
O Programa de Protecção aos Clubes,  inicialmente introduzido a custo da UEFA para abranger o EURO 2012 na Polónia e Ucrânia foi assumido e a partir daí financiado pela FIFA, após ser aprovado pelo Congresso da FIFA em Budapeste em Maio de 2012. Actualmente o programa abrange todos os clubes, que disponibilizam os seus jogadores para os jogos da selecção nacional que encontram-se no Calendário Internacional de Jogos, incluindo a obrigação da FIFA de pagar o seguro do torneio de futebol durante os Jogos Olímpicos. O Programa de Protecção aos Clubes  prevê indemnizações a favor dos clubes, quando algum dos jogadores que jogar pela selecção nacional tiver uma lesão física causada por um acidente e esta resultar numa exclusão temporária do mesmo de actividade física. Os jogadores têm o seguro válido durante no máximo um ano após terminar o prazo de excesso (= dia da lesão + 27 dias) num valor máximo de 7 500 000 euros.
Partilha dos lucros do EURO
De acordo com o Memorando de Entendimento entre a ECA e a UEFA de 2008, o Comité Executivo da UEFA concordou em separar uma reserva no valor de 43,5 milhões de euros pelo UEFA EURO 2008 na Suíça e Áustria e 55 milhões de euros pelo UEFA EURO 2012 na Polónia e Ucrânia.   Após renovar o Memorando de Entendimento, os lucros para os clubes que disponibilizaram os seus jogadores para o UEFA EURO 2012 na Polónia e Ucrânia ascenderam até 100 milhões de euros. Este valor irá acrescer ainda mais até 150 milhões de euros pelo UEFA EURO 2016 em França.  À luz dos maiores lucros recebidos pelos clubes, a UEFA e a ECA elaboraram um novo mecanismo de partilha de lucros. O seu objectivo principal é a instituição de um sistema justo e uniforme, a asseguração de lucros maiores a todos os clubes em comparação aos torneios anteriores e a asseguração do direito a receber parte dos lucros a um maior número de clubes. No que diz respeito ao UEFA EURO 2012 na Polónia e Ucrânia, o valor total de 100 milhões de euros foi dividido entre o torneio final (60%) e a fase de qualificação (40%). Graças a este mecanismo de distribuição renovado foram 578 os clubes que receberam as respectivas recompensas da UEFA pelo facto de terem disponibilizado os jogadores para os jogos de qualificação e para o torneio final. O mesmo significa um aumento significante em comparação ao EURO 2008, após o qual apenas 181 clubes beneficiaram de lucros financeiros.
Gestão
Finalmente, o novo Memorando de Entendimento fortaleceu o papel dos clubes no processo decisório da UEFA. No futuro, a voz dos clubes deverá ser respeitada, tal como não poderá ser tomada nenhuma decisão directamente relacionada com o clube sem seu prévio consentimento. Os representantes da ECA são apontados pelo Conselho Executivo do Comité de Competições de Clubes da UEFA e do Conselho de Estratégia do Futebol Profissional Europeu da UEFA.

## Publicações
Relatório de Responsabilidade Social e de Comunidade
Em Setembro de 2011, a Associação de Clubes Europeus publicou o seu primeiro Relatório de Responsabilidade Social e de Comunidade. O objectivo desta publicação foi apresentar o trabalho benéfico dos clubes de futebol no âmbito de Comunidade e Responsabilidade Social. O Relatório é um conjunto de 54 projectos dos clubes Membros da ECA. Todos os projectos sublinham que o futebol, tal como o desporto em geral, têm um papel muito importante na sociedade e na educação.
Boletim Legal da ECA
A partir do ano 2011, a Associação de Clubes Europeus publica anualmente um Boletim Legal, que apresenta todas as questões legais mais importantes e aquelas que retornam, que são enfrentadas pelos representantes dos clubes. Estes Boletins têm como objectivo o fornecimento de suporte e consultoria aos clubes na solução dos respectivos problemas, no âmbito de indemnizações pelo treino, problemas administrativos dos clubes, propriedade de terceiros, etc.
Relatório da ECA sobre as Academias de Juventude na Europa
Em Setembro de 2012, a ECA publicou um Relatório sobre as Academias de Juventude na Europa , que serviu como ponto de partida e assegura uma perspectiva comparável que sublinha vários métodos e filosofias de academias para jovens em toda a Europa.
Guia de Gestão de Clubes da ECA
O Guia de Gestão de Clubes da ECA está construído como um mosaico de partes descritivas intercaladas com exemplos, lições chave aprendidas e pequenos estudos de casos, reunidos através de um número significativo de entrevistas e visitas em clubes. Esta abordagem permite que o guia inclua todos os exemplos possíveis das actividades reais dos clubes, tanto para funcionar como uma plataforma de partilha das experiências dos clubes para servirem como referência individual, como para permitir aos clubes que aprendam uns com os outros. Esta abordagem mista constitui o método principal de apresentação do material no presente guia.
Um dos objectivos da ECA é apoiar a indústria do futebol e os clubes de futebol, especificamente através de uma partilha das melhores práticas e os conhecimentos entre os membros das associações e outros Este Guia de Gestão da ECA é sem dúvida uma ferramenta importante neste processo e oferece uma série de jogos de mosaicos ricos, para que os clubes o examinem e talvez adoptem, em parte, para o seu próprio quebra-cabeças.